# Walther Braune
Walther Braune (* 20. Oktober 1900 in Brandenburg an der Havel; † 1989) war ein deutscher Orientalist.

## Leben
Braune studierte in Breslau und Berlin. Zu seinen akademischen Lehrern gehörten Carl Brockelmann, Carl Heinrich Becker sowie Hans Heinrich Schaeder, von dem er sich später distanzierte. Nach der Promotion zum Dr. phil. in Königsberg 1927/1928 war er Assistent Paul Tillichs. Braune hielt Vorlesungen über Klassisches Arabisch, bevor er 1934 zum Professor am Seminar für Orientalische Sprachen in Berlin berufen wurde. Als das Seminar in der „Auslandswissenschaftlichen Fakultät“ der Friedrich-Wilhelms-Universität zu Berlin aufging, wurde er dort Professor für das Fach „Volks- und Landeskunde Arabiens“. Nach Auflösung der „Auslandswissenschaftlichen Fakultät“ und Wiedereröffnung der Berliner Universität 1945/1946 lehrte er ebenda orientalische Literatursprachen und Islamkunde. 1948 wurde er ordentlicher Professor für Religionswissenschaft an der neu gegründeten FU Berlin. Er leitete das dortige Institut für Religionswissenschaft und die angeschlossene „Islamkundliche Sektion“. 1968 wurde er emeritiert.

## Schriften (Auswahl)
- Die Futūḥ al-ġaib des ʿAbd al-Qādir. Berlin 1933, OCLC 912828165.
- Der islamische Orient zwischen Vergangenheit und Zukunft. Eine geschichtstheologische Analyse seiner Stellung in der Weltsituation. Bern 1960, OCLC 803443647.
- Paul Tillich. Ein Gedenkvortrag. Berlin 1966, OCLC 910431.